# Îles-du-Vent britanniques
1833 – 1er janvier 1960
Entités précédentes :
- Barbade
- Grenade
- Sainte-Lucie
- Saint-Vincent-et-les-Grenadines
- Dominique
- Tobago

Entités suivantes :
- Fédération des Indes occidentales

Les Îles-du-Vent britanniques (en anglais : British Windward Islands) sont une ancienne colonie britannique, puis territoire des Îles-du-Vent des Petites Antilles qui exista de 1833 au 3 janvier 1958.  

## Géographie
Les Îles-du-Vent britanniques regroupaient initialement cinq (1833), puis sept (1838), puis cinq (1885) colonies insulaires britanniques du sud des Petites Antilles : 
- la Dominique, détachée des Îles-sous-le-Vent britanniques et qui s'ajoute à la colonie en 1940
- Sainte-Lucie à partir de 1838
- la Barbade jusqu'en 1885
- la Grenade
- Saint-Vincent
- les Grenadines
- Tobago jusqu'en 1899, qui est rattachée à Trinité pour former la colonie de Trinité-et-Tobago.
- Trinité de 1838 à 1840.

La capitale de la colonie était Saint-Georges à la Grenade.

## Histoire
En 1833, les Îles-du-Vent deviennent une union formelle appelée la colonie des Îles-du-Vent britanniques par la réunion sous l'autorité d'un même gouverneur des colonies britanniques de la Barbade, de la Grenade, de Saint-Vincent, des Grenadines et de Tobago. En 1838, Trinité (acquise en 1802) et Sainte-Lucie (acquise en 1814) sont intégrées à la colonie des îles-du-vent, mais ne reçoivent pas leurs propres assemblées (après avoir été précédemment des colonies de la couronne britannique). En 1840, Trinité quitte la colonie. La colonie des îles-du-vent est impopulaire. Ainsi, la Barbade a souhaité conserver son identité distincte et ses anciennes institutions, tandis que les autres colonies, qui ne jouissent pourtant d'aucune liaison avec la Barbade, acceptent cette union car elles ont besoin d'une telle association pour se défendre contre les invasions françaises. Ainsi, chacune des îles résiste individuellement aux tentatives britanniques de mettre en place une union plus étroite. La Barbade en particulier se bat pour conserver sa propre assemblée.
En 1871, le gouvernement britannique adopte la Loi sur les îles-du-Vent par laquelle tous ces îles sont placées sous l'autorité d'un gouverneur unique et d'un ensemble de lois sous la forme d'une colonie fédérale des Îles-du-Vent (Federal Colony of the Windward Islands). Cette confédération de colonies séparées n'a en commun qu'un Gouverneur en chef (Governor-in-chief) résidant à Bridgetown, un système d'audit et une cour d'appel (appeal court) composée des Chiefs Justice des différents territoires. Chaque île conserve ses propres institutions. L'opposition à cette fédération plus étroite se trouve principalement dans la classe supérieure de la société. Quand le gouverneur John Pope-Hennessy est envoyé à la Barbade en 1875 pour organiser cette fédération plus étroite et formelle, il est confronté à une opposition amère de la presse, de l'assemblée des planteurs et de quelques hommes de couleurs influents. Hennessy a le support  des travailleurs de la canne, qui croient que la fédération leur permettra de quitter la Barbade et de travailler ailleurs pour un salaire plus élevé ou d'acheter leurs propres parcelles de terre ailleurs dans les îles-du-Vent. Les planteurs et les marchands de couleur mettent en place la Ligue de défense de la Barbade pour lutter contre la fédération, qu'ils prétendent vouloir mettre fin à leur système représentatif. En mars 1876, les ouvriers des plantations à la Barbade du Sud se révoltent pour soutenir le gouverneur qui tente de forcer l'assemblée à réformer les hôpitaux et les prisons. Le Colonial Office transfère rapidement Hennessy à Hong Kong en 1876 et les plans de la fédération sont abandonnés. Le gouverneur de la Barbade reste le gouverneur général des îles-du-Vent jusqu'en 1885 quand la Barbade quitte la colonie des îles-du-Vent pour redevenir une colonie indépendante. Le siège du gouverneur est alors transféré à Saint-Georges à la Grenade, mais la Cour d'appel de la fédération reste commune avec la Barbade.
En 1885, la colonie des îles-du-vent se compose de Sainte-Lucie, de la Grenade et des Grenadines, de Saint-Vincent et de Tobago. La colonie est sous l'autorité d'un gouverneur général installé à la Grenade et chaque île a son propre Lieutenant-gouverneur et son propre assemblée. Tobago quitte la fédération en 1899 pour former avec l'île de Trinité la colonie de Trinité-et-Tobago. En 1940, la Dominique rejoint la colonie, plutôt que celle des Îles-sous-le-Vent britanniques à laquelle elle appartenait auparavant. Les tentatives de former une colonie fédérale comme celle des Îles-sous-le-Vent britanniques rencontrent toutes une forte résistance. La colonie fédérale des îles-du-Vent est dissoute le 1er juillet 1956 et devient le territoire des Îles-du-Vent (Territory of the Windward Islands). Il disparaît le 3 janvier 1958 quand chaque île se sépare et choisit de rejoindre la nouvelle fédération des Indes occidentales comme une province distincte.